# Boardman, Oregon
Boardman är en ort i Morrow County i Oregon. Orten har fått namn efter bosättaren Sam Boardman. Vid 2010 års folkräkning hade Boardman 3 220 invånare.